# Grand logothète
Le grand logothète (en grec : μέγας λογοθέτης, megas logothetēs) est un dignitaire de l'Empire byzantin supervisant le sekreta (l'ensemble des services fiscaux).

## Histoire
Cette fonction est créée pour la première fois par l'empereur Alexis Ier Comnène sous le nom de logothetes tōn sekretōn (en grec : λογοθέτης τῶν σεκρέτων) dans une tentative d'améliorer la coordination des différents départements, dirigés par les logothètes. Cela concerne particulièrement les services fiscaux qui sont regroupés sous l'autorité de deux autres dignitaires. Les deux principaux départements fiscaux, le génikon et l’eidikon, sont regroupés sous l'autorité du megas logariastēs (grand comptable) du sekreta. L'autre megas logariastēs supervise les bureaux pieux, c'est-à-dire les possessions impériales et les fondations religieuses. Au milieu du XIIe siècle, le logothetēs tōn sekretōn devient le grand logothète.
La fonction passe, après la chute de Constantinople en mai 1453, en Moldavie (en roumain Mare Logofăt) où elle déborde de la sphère fiscale (dévolue en fait au Vistiernic) pour embrasser ce que l'on appellerait aujourd'hui l'« intérieur » et les relations du Hospodar avec le Sfat Domnesc (conseil des boyards). Elle est abolie au début du XIXe siècle.